# TTL (Time to Love)
«TTL (Time to Love)» es un sencillo del grupo surcoreano T-ara en conjunto con la banda de chicos Supernova. Incluye a los miembros EunJung, Hyomin, Soyeon, y Jiyeon de T-ara y Kwangsu, Jihyuk y Geonil de Supernova.
Esta canción también fue lanzada como una canción de J-pop en la que colaboran Nami Tamaki y Kwangsu, Jihyuk y Geonil de Supernova.

## Historia
TTL (Time to Love) fue lanzado en septiembre de 2009 y es la primera de dos colaboraciones entre T-ara y Supernova. Inmediatamente después de su lanzamiento, la canción llegó al # 1 en todas las listas de popularidad en Corea, convirtiéndose en la primera canción de éxito para ambos grupos.

## Lista de canciones
1. "TTL (Time To Love)"